# Jabłonówka (rejon winnicki)
Jabłonówka (ukr. Яблунівка) – wieś na Ukrainie, w obwodzie winnickim, w rejonie winnickim.